# Volta ao Algarve 2002
La Volta ao Algarve 2002, ventottesima edizione della corsa, si svolse dal 9 al 13 febbraio su un percorso di 858 km ripartiti in 5 tappe, con partenza a Tavira e arrivo a Loule. Fu vinta dal portoghese Cândido Barbosa della L.A-Pecol davanti allo svizzero Alex Zülle e allo statunitense George Hincapie.

## Tappe
| Tappa  | Data        | Percorso             | km    | Vincitore di tappa | Leader cl. generale |
| ------ | ----------- | -------------------- | ----- | ------------------ | ------------------- |
| 1ª     | 9 febbraio  | Tavira > Tavira      | 173,4 | Thorsten Wilhelms  | Thorsten Wilhelms   |
| 2ª     | 10 febbraio | Castro Marin > Faro  | 173,1 | Alex Zülle         | Alex Zülle          |
| 3ª     | 11 febbraio | Loule > Albufeira    | 171,2 | Cândido Barbosa    | Alex Zülle          |
| 4ª     | 12 febbraio | Albufeira > Portimão | 173,5 | Cândido Barbosa    | Cândido Barbosa     |
| 5ª     | 13 febbraio | Portimão > Loule     | 166,8 | Jan Hruška         | Cândido Barbosa     |
| Totale | Totale      | Totale               | 858   |                    |                     |

## Dettagli delle tappe

### 1ª tappa
- 9 febbraio: Tavira > Tavira – 173,4 km

| Pos. | Corridore          | Squadra       | Tempo    |
| ---- | ------------------ | ------------- | -------- |
| 1    | Thorsten Wilhelms  | Coast         | 4h18'05" |
| 2    | Luciano Pagliarini | Lampre-Daikin | s.t.     |
| 3    | Isaac Gálvez Lopez | Kelme         | s.t.     |

| Pos. | Corridore          | Squadra       | Tempo    |
| ---- | ------------------ | ------------- | -------- |
| 1    | Thorsten Wilhelms  | Coast         | 4h17'55" |
| 2    | Luciano Pagliarini | Lampre-Daikin | a 4"     |
| 3    | Cândido Barbosa    | L.A-Pecol     | a 5"     |

### 2ª tappa
- 10 febbraio: Castro Marin > Faro – 173,1 km

| Pos. | Corridore      | Squadra      | Tempo    |
| ---- | -------------- | ------------ | -------- |
| 1    | Alex Zülle     | Coast        | 4h32'12" |
| 2    | Samuel Sánchez | Euskaltel    | a 22"    |
| 3    | Rui Sousa      | Milaneza-MSS | s.t.     |

| Pos. | Corridore       | Squadra   | Tempo    |
| ---- | --------------- | --------- | -------- |
| 1    | Alex Zülle      | Coast     | 8h50'07" |
| 2    | Cândido Barbosa | L.A-Pecol | a 25"    |
| 3    | Samuel Sánchez  | Euskaltel | a 26"    |

### 3ª tappa
- 11 febbraio: Loule > Albufeira – 171,2 km

| Pos. | Corridore            | Squadra   | Tempo    |
| ---- | -------------------- | --------- | -------- |
| 1    | Cândido Barbosa      | L.A-Pecol | 3h41'10" |
| 2    | Ruben Galvan Manchon | ASC       | s.t.     |
| 3    | Ángel Vicioso        | Kelme     | s.t.     |

| Pos. | Corridore       | Squadra   | Tempo     |
| ---- | --------------- | --------- | --------- |
| 1    | Alex Zülle      | Coast     | 12h31'17" |
| 2    | Cândido Barbosa | L.A-Pecol | a 9"      |
| 3    | Samuel Sánchez  | Euskaltel | a 26"     |

### 4ª tappa
- 12 febbraio: Albufeira > Portimão – 173,5 km

| Pos. | Corridore          | Squadra      | Tempo    |
| ---- | ------------------ | ------------ | -------- |
| 1    | Cândido Barbosa    | L.A-Pecol    | 3h58'27" |
| 2    | Isaac Gálvez Lopez | Kelme        | s.t.     |
| 3    | Ángel Edo          | Milaneza-MSS | s.t.     |

| Pos. | Corridore       | Squadra      | Tempo     |
| ---- | --------------- | ------------ | --------- |
| 1    | Cândido Barbosa | L.A-Pecol    | 16h29'38" |
| 2    | Alex Zülle      | Coast        | a 6"      |
| 3    | Rui Sousa       | Milaneza-MSS | a 32"     |

### 5ª tappa
- 13 febbraio: Portimão > Loule – 166,8 km

| Pos. | Corridore          | Squadra       | Tempo    |
| ---- | ------------------ | ------------- | -------- |
| 1    | Jan Hruška         | ONCE-Eroski   | 4h06'48" |
| 2    | Rubens Bertogliati | Lampre-Daikin | s.t.     |
| 3    | Fabian Jeker       | Milaneza-MSS  | s.t.     |

| Pos. | Corridore       | Squadra   | Tempo     |
| ---- | --------------- | --------- | --------- |
| 1    | Cândido Barbosa | L.A-Pecol | 20h37'08" |
| 2    | Alex Zülle      | Coast     | a 6"      |
| 3    | George Hincapie | US Postal | a 13"     |

## Classifiche finali

### Classifica generale
| Pos. | Corridore             | Squadra           | Tempo     |
| ---- | --------------------- | ----------------- | --------- |
| 1    | Cândido Barbosa       | L.A-Pecol         | 20h37'08" |
| 2    | Alex Zülle            | Team Coast        | a 6"      |
| 3    | George Hincapie       | US Postal Service | a 13"     |
| 4    | Samuel Sánchez        | Euskaltel-Euskadi | a 29"     |
| 5    | Rui Sousa             | Milaneza-MSS      | a 31"     |
| 6    | Fabian Jeker          | Milaneza-MSS      | a 39"     |
| 7    | Xavier Jan            | Big Mat-Auber 93  | a 40"     |
| 8    | David Navas           | iBanesto.com      | a 53"     |
| 9    | Leandro Navarrette    | Kelme             | a 1'39"   |
| 10   | Adolfo Garcia Quesada | iBanesto.com      | a 1'55"   |